# Die Wiege des Bösen
Die Wiege des Bösen (Originaltitel It’s Alive) ist ein US-amerikanischer Horrorfilm aus dem Jahr 1974. Filmemacher Larry Cohen schrieb das Drehbuch, führte Regie und produzierte den Film.

## Handlung
Frank und Lenore Davis erwarten ein Kind. Am Abend der Geburt geben sie auf dem Weg zum Krankenhaus ihren ersten Sohn Chris in die Obhut ihres Freundes Charley. Bei der Geburt gibt es einige Komplikationen, das Baby ist ungewöhnlich groß. Es kommt missgebildet und äußerst aggressiv zur Welt. Die Ursache hierfür sind die experimentellen Fruchtbarkeitspillen, die Lenore vor der Schwangerschaft eingenommen hat. Nach der Geburt tötet das Neugeborene alle im Kreißsaal anwesenden Ärzte und Schwestern und flieht aus dem Krankenhaus. Lenore überlebt die Geburt stark traumatisiert.
Die Polizei versucht unter der Leitung von Lieutenant Perkins, das mordende Baby einzufangen und zu töten, bevor es noch mehr Schaden anrichten kann. Frank und Lenore kehren nur wenige Tage nach der Geburt in ihr Zuhause zurück. Ihrem Sohn Chris verschweigen sie die schrecklichen Vorfälle und lassen ihn weiter in Charleys Obhut. Zuhause wird das Ehepaar Davis von Polizei und Presse belagert. In einem Gespräch mit Lieutenant Perkins erinnert sich Frank an den Film Frankenstein und vergleicht sein Baby mit dem Monster und sich selbst mit Dr. Frankenstein, da er das Monster erschaffen hat.
Währenddessen macht sich das Monsterbaby unbemerkt auf den Weg zum Haus seiner Eltern. Unterwegs tötet es immer wieder Passanten, die seinen Weg kreuzen. Der Arzt, der Lenore die Fruchtbarkeitstabletten verschrieben hat, wird von einem Professor aufgesucht, der den Plan hat, das Baby zu untersuchen, um weitere Missgeburten dieser Art zu vermeiden.  Dazu muss das Kind allerdings getötet werden. Sollte es Lenores Arzt gelingen, das Baby zu töten und die Leiche zur Universität zu bringen, darf er an der Untersuchung teilnehmen. Auch Frank willigt kurz darauf ein, das Baby töten zu lassen, und nimmt selbst an der Jagd teil.
Nach einem Polizeieinsatz in einer Schule, bei dem ein Polizist getötet wird, macht sich das Baby auf den Weg zum Haus seiner Eltern. Lenore nimmt es als ihren Sohn an und versteckt es vor ihrem Ehemann. Zur gleichen Zeit schleicht sich Chris aus Charleys Haus und läuft zu seinen Eltern, da er aus den Medien von deren Schicksal erfahren hat. Als Charley die Abwesenheit des Jungen bemerkt, folgt er ihm. Währenddessen findet Frank heraus, dass seine Frau das Baby im Keller versteckt und will es erschießen. Lenore versucht, ihn davon abzuhalten, und behauptet, dass das Kind lediglich Angst habe und der Familie nichts antun werde. Trotzdem hält Frank an seinen Tötungsabsichten fest und betritt den Keller. Auch Chris hat den Keller betreten und entdeckt seinen verunstalteten Bruder. Frank eröffnet das Feuer, kann das Baby allerdings nur verwunden. Es flieht aus dem Keller und fällt den heraneilenden Charley an, den Frank aus Versehen erschießt.
Frank und die Polizei verfolgen das Baby in die Abwasserkanäle. Als Frank sich seinem Baby nähert, erkennt er, dass es Angst hat und ihn nicht verletzen wird, obwohl er es zuvor angeschossen hat. Er nimmt das Kind an sich und versucht zu fliehen, wird jedoch von der Polizei gestellt. Frank fleht die Polizisten an, das Kind am Leben zu lassen. Als Lenores Arzt die Polizisten dazu drängt, das Feuer zu eröffnen, springt das Baby von Franks Arm und greift den Arzt an. Sowohl das Baby als auch der Arzt sterben im Kugelhagel der Polizisten.
Als Frank von der Polizei nach Hause gefahren wird, wird über Funk die Geburt eines weiteren Monsterbabys bekannt gegeben.

## Kritiken
„Handwerklich routiniert, aber äußerst makaber wird auf fragwürdige Weise das Entsetzen zum Selbstzweck erhoben.“

## Fortsetzungen und Remakes
Dem Film folgten zwei Fortsetzungen, Die Wiege des Satans (1978) und Die Wiege des Schreckens (1987). Larry Cohen schrieb auch bei beiden Fortsetzungen das Drehbuch, führte Regie und produzierte.  2008 wurde der Film unter dem Titel It’s Alive neu verfilmt. Die Regie übernahm Josef Rusnak.